# Angelo Barbarigo

Kardinalswappen von Angelo Barbarico (modernes Schema)

Angelo Barbarigo, auch Barbarico oder Barbadigo (* um 1350 in Venedig; † 16. August 1418 in Genf) war ein Kardinal der römisch-katholischen Kirche.

## Leben und Wirken
Seine Eltern waren Caterina Correr und Bartolomeo Barbarigo. Mütterlicherseits war er ein Neffe von Angelo Correr. Er war nach 1383 Bischof von Kissamos (Kreta). 1404 beauftragte ihn Papst Bonifaz IX., auf Bitten des Klostervorstehers Ludovico Barbo, damit, das venezianische Augustinerkloster San Giorgio in Alga auf der gleichnamigen Insel in der Lagune von Venedig aufzulösen und eine neue Regularkanonikerkongregation (canonici regolari di S. Giorgio in Alge) einzurichten. Zu den jungen Geistlichen, die dort gemeinsam leben wollten, gehörten neben Ludovico Barbo auch der heilige Lorenzo Giustiniani, und Barbarigos Vettern Antonio Correr und Gabriele Condulmer, der spätere Papst Eugen IV. Am 21. September 1406 wurde Angelo Barbarigo zum Bischof von Verona ernannt. Am 19. September 1408 folgte seine Erhebung zum Kardinal durch Papst Gregor XII. Er nahm am Konzil von Konstanz und am Konklave von 1417 teil.